# Lessingtheater

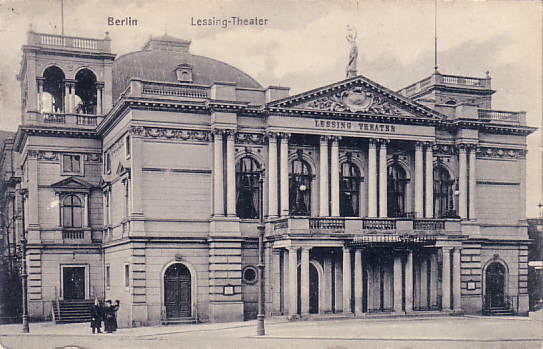
Lessingtheater under 1910-talet.

Lessingtheater var ett teaterhus i stadsdelen Mitte i Berlin, beläget vid floden Spree på adressen Friedrich-Karl-Ufer 1, dagens Kapelle-Ufer, vid korsningen med Unterbaumstrasse. Teatern invigdes 1888 och var uppkallad efter den tyske 1700-talsdramatikern Gotthold Ephraim Lessing. Byggnaden förstördes i ett bombanfall av de allierade i april 1945 under andra världskriget. Ruinresterna revs under åren efter kriget.
På platsen för teatern ligger idag en kontorsbyggnad tillhörande Tysklands utbildnings- och forskningsministerium.

## Byggnadens uppförande
På den plats där tidigare Kremsercirkusen låg lät teaterdirektören Oscar Blumenthal i oktober 1887 påbörja bygget av en ny teaterbyggnad efter ritningar av arkitekterna Hermann von der Hude och Julius Hennicke i nyrenässansstil. Invigningen skede 11 september påföljande år med pjäsen Nathan den vise av Gotthold Ephraim Lessing.
Byggnaden kostade omkring 900 000 mark att uppföra och väckte viss uppmärksamhet i samtiden, då det handlade om det första större teaternybygget i Berlin sedan Wallner-Theater uppförts 1864. Under de 24 år som gått sedan dess hade man endast byggt om befintliga byggnader och scener.

## Läge

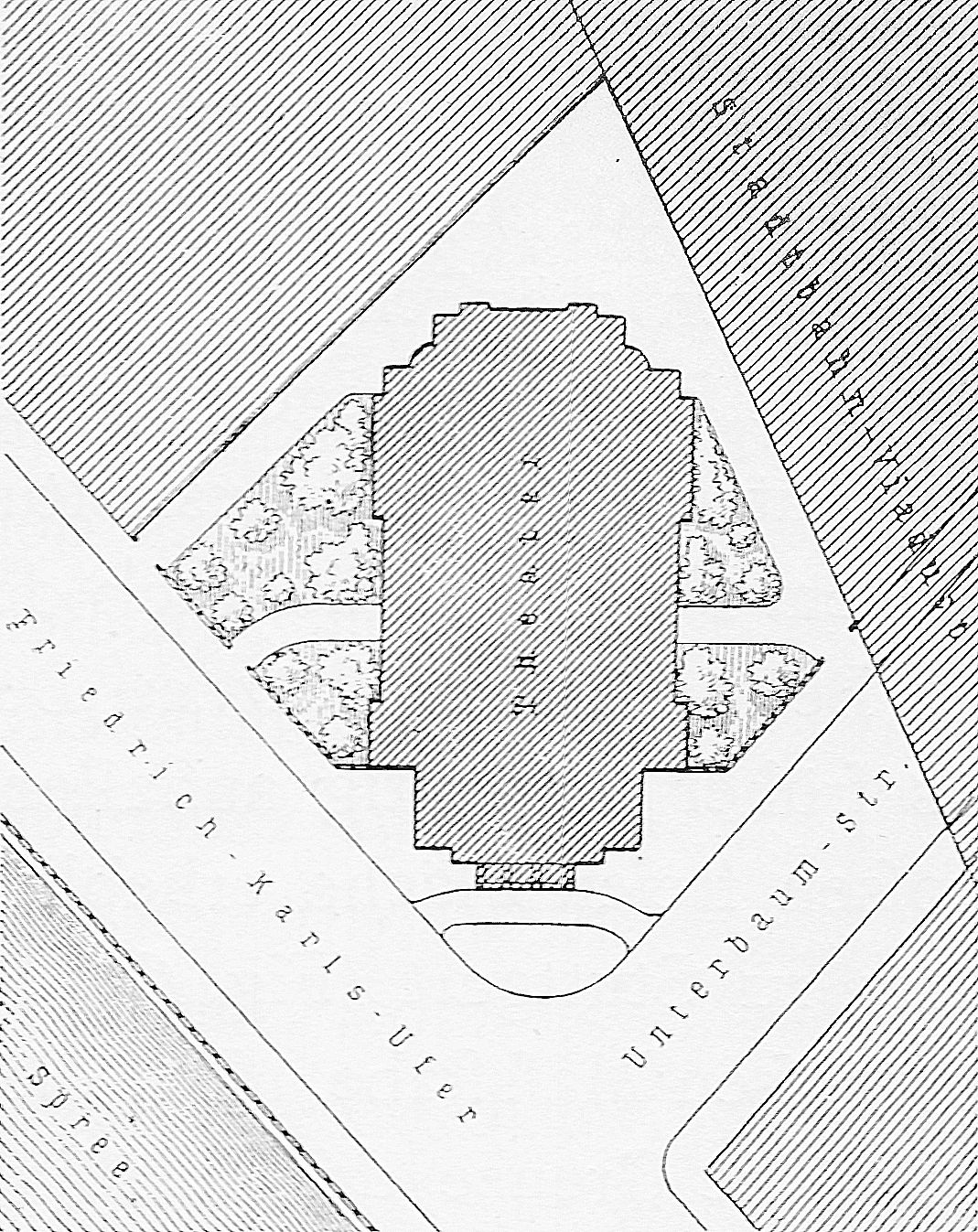
Lessingtheaters läge mellan Berlins stadsbana och Spree.

Den skevt vinklade, dåligt avstyckade tomten mellan Berlins stadsbanas viadukt och brandväggarna på grannhusen ställde arkitekten framför en svår uppgift, då byggnader med denna roll krävde ett anslående intryck på håll. Kupolen på scenbyggnaden dolde brandmurarna på granntomterna och huvudfasaden med sin portik utnyttjade gatukorsningen vid ett gathörn som en öppen plats framför huvudingången, vilket gav en fristående effekt som framhävde arkitekturen. De triangulära överblivna tomtytorna mot de angränsande gatorna avdelades med staket och portar och utformades som trädgårdsanläggningar. Den återstående ytan på teaterns baksida mot järnvägsviadukten användes för servicefunktioner och teaterns sceningång.
Läget var valt för att ge goda förutsättningar för att nå en stor publik. Efter att det närbelägna Riksdagshuset färdigställts höjdes områdets status, och den hästdragna spårvägen som ledde förbi teatern gjorde teatern lätt att nå även från avlägsna delar av staden.

## Teaterbyggnaden

### Byggnadsbeskrivning

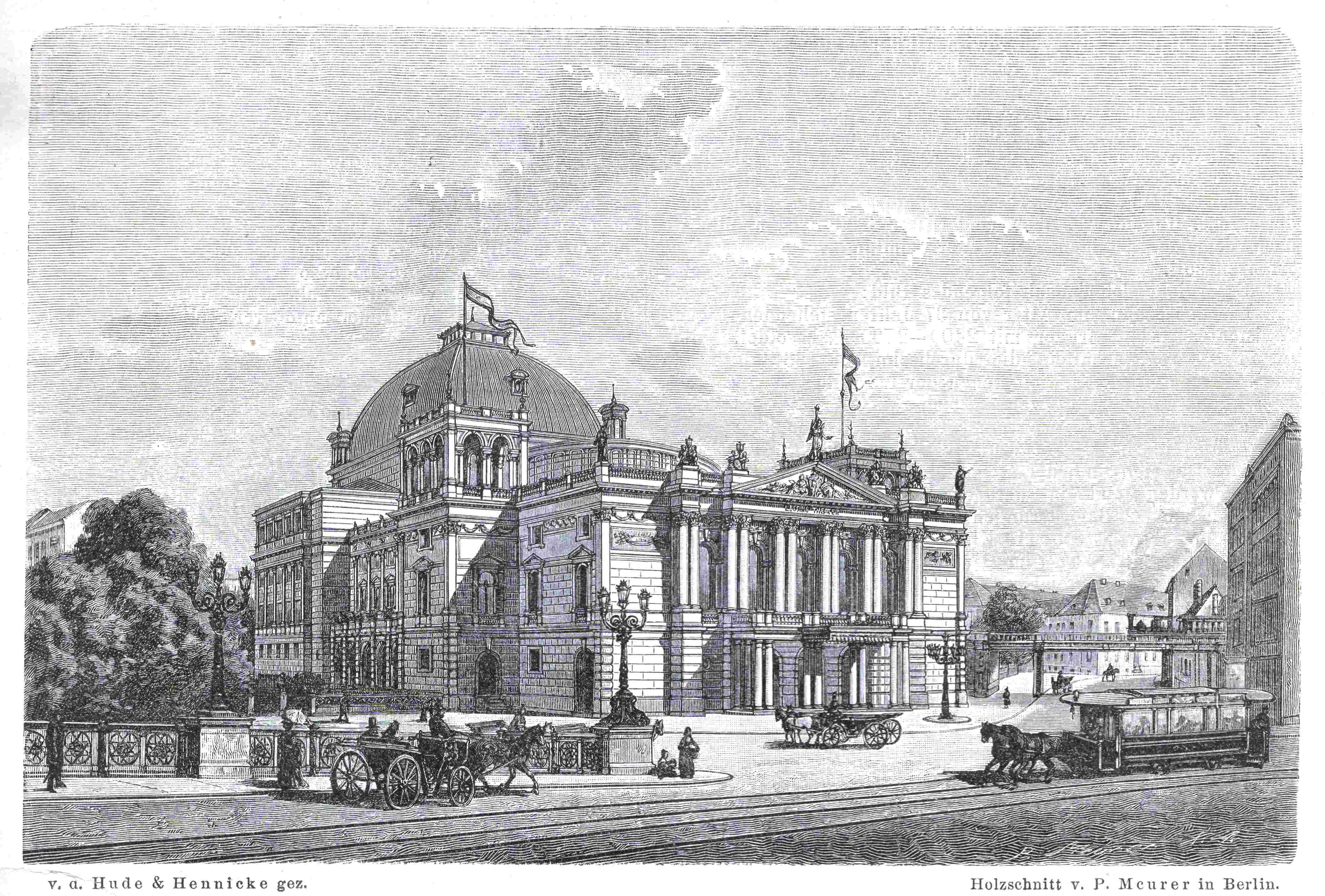
Vy från Spree mot teatern, öppningsåret 1888. I förgrunden en hästdragen spårvagn och i bakgrunden ses stadsbanans viadukt.

I teaterns främre byggnadsdel låg trapphusen i sandsten som sammanband entrén med foajén, åskådarplatserna och uppehållsutrymmen för pauserna. Teatern hade en anslående portik med markerade dubbelkolonner och gavel. De båda öppna tornrummen över trapphusen till första raden var försedda med dubbelarkader åt alla sidor och var främst ett dekorativt element, men betonade samtidigt byggnadens representativa karaktär. Den mellersta delen av byggnaden inrymde salongen och den bakre delen dominerades av den kupolförsedda scenbyggnaden, som omgavs av sidobyggnader i endast en våning. Detta arrangemang var brukligt för denna tid och hade prövats på många teaterbyggnaden. En för tiden ovanlig detalj var dock att teatern saknade orkesterdike och alltså uteslutande var ägnad åt "reciterande drama".

### Genomgångs- och uppehållsutrymmen
Åskådarna kom in i teatern genom en av tre portar under portiken, som var försedd med ett skyddande tak för droskor som stannade framför entrén. Entréhallen var 15,40 meter bred och nio meter djup. Biljetterna köptes i dags- och kvällsbiljettkassorna som låg längs entréhallens längdaxel. Genom ingångar vid sidan av kassorna kunde teaterbesökarna nå trapphusen till andra raden. Ingångarna till parkett och första raden låg mitt emot huvudingången.
Efter föreställningen lämnade publiken från parkett teatern genom två särskilda utgångar på teaterns sidor eller genom entréhallen. För besökarna på första och andra raden fanns speciella utgångar i respektive trapphus som möjliggjorde att man lämnade teatern utan att behöva gå direkt genom entréhallen. Genom att dela på publikströmmarna på detta sätt möjliggjorde man en snabb utrymning av lokalen, vilket även var av kommersiellt intresse, då man på så vis kunde korta ner tiden som krävdes mellan två föreställningar.
Publikens garderob låg på utsidan av åskådarläktarna. Som uppehållsrum i pausen fungerade i första hand korridorerna utanför salongen. För de mer prominenta besökarna från parkett och första raden fanns en väl tilltagen 6,80 meter hög, 9.45 meter bred och 15,6 meter djup foajé ovanför entréhallen. Under den varmare delen av året fanns dessutom en balkong över portiken samt balkonger utanför första radens korridorer. För publiken på andra raden fanns två ölstugor placerade ovanför första radens trapphus, som genom spiraltrappor även stod i förbindelse med de öppna tornrummen på taket och på så sätt erbjöd ytterligare uppehållsutrymmen i pauserna under sommarhalvåret.
Alla trappor, in- och utgångar var planerade så att man vid nödsituationer skulle kunna evakuera lokalerna snabbt, något som nyligen hade införts som krav i en ny byggnadspolisförordning. 

### Salongen

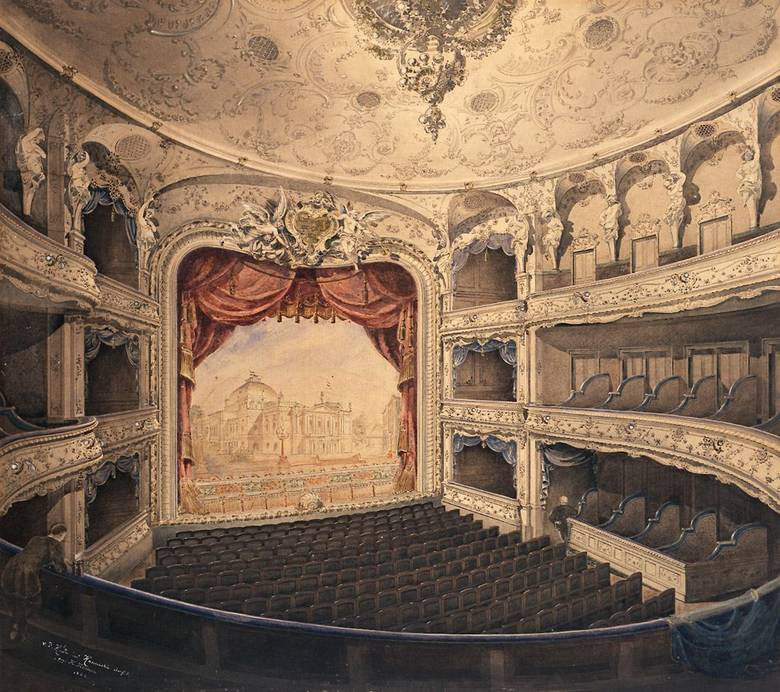
Salongens interiör.

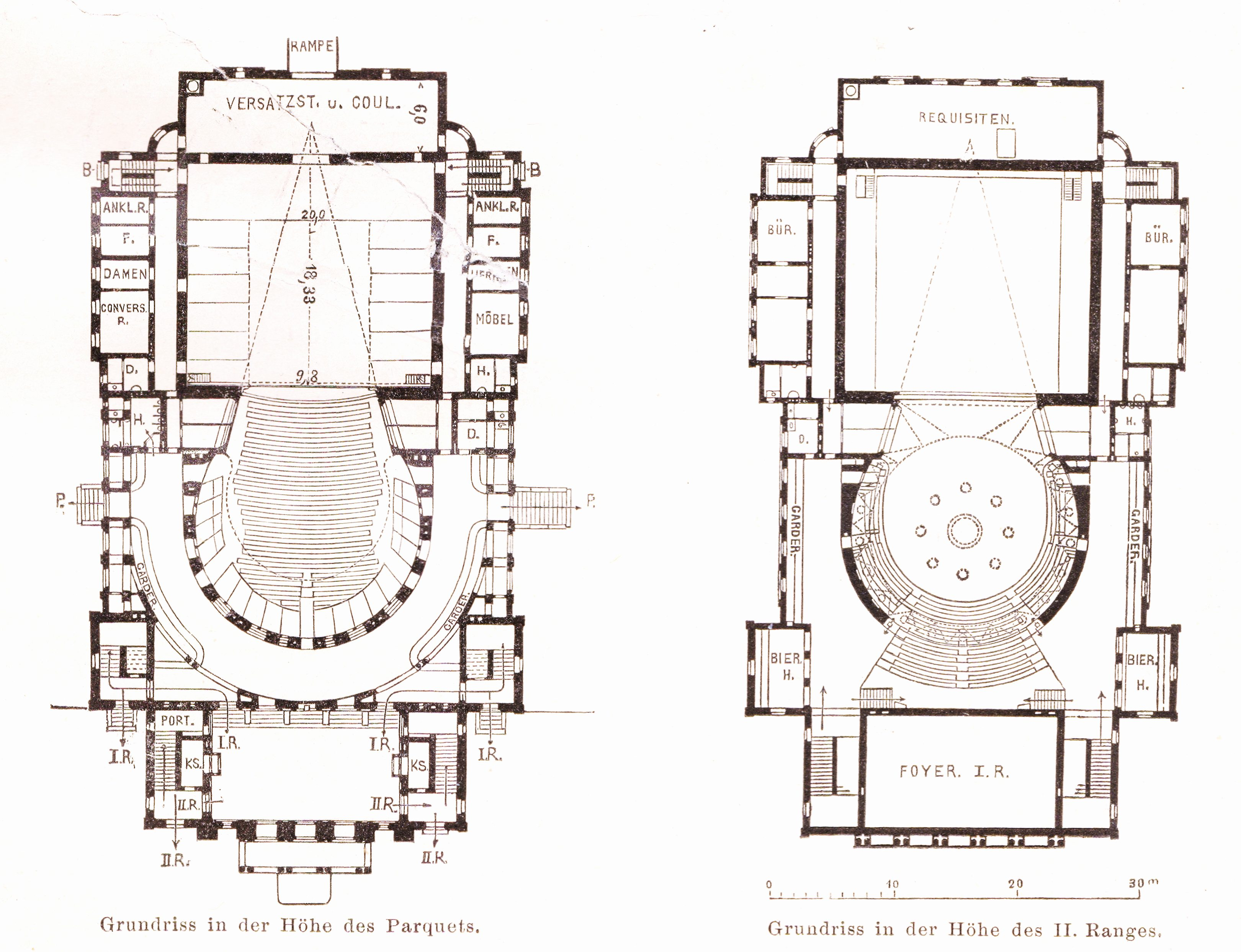
Planritning över våningsplanen på parkett respektive andra raden.

På begäran av teaterns förste intendent, Ernst von Possart, kopierade man grundformen och måtten för salongen från Schinkels Schauspielhaus vid Gendarmenmarkt, då denna salong ansågs ha god akustik. Salongen var formad som en förlängd halvcirkel med en radie på 18.46 meter. Till denna hörde ett 5 meter djupt proscenium som smalnade av från 13,90 till 11,50 meter längst in. Salongen hade därmed ett största djup på 19.75 meter. Korridorerna på parkett var 1 meter, korridorerna på första raden 4,70 meter och korridorerna på 11 raden 8,40 meter över gatunivån. Salongstaket låg därmed endast 12,10 meter över parkettkorridoren och prosceniumtaket 7,50 meter. Sammanlagt hade teatern 1 170 sittplatser.
Med undantag för vänstra sidan på första raden, som var reserverad för hovlogen, hade varje rad på båda sidor av proscenium vardera två slutna loger.
På parkett låg 18 loger längs ytterväggen med 116 sittplatser, avskilda genom låga mellanväggar. Här fanns 17 rader tillgängliga från sidan med sammanlagt 350 sittplatser, samt fyra rader med enklare platser under första radens balkong som kunde nås via en mittgång. Sätena var 0,80 meter gånger 0,54 meter och var därmed rymligare än den dåvarande inredningen på Staatsoper Unter den Linden. 
Första raden bestod till större del av loger med sammanlagt 140 platser. De fem yttersta på varje sida räckte fram till parapeten, medan det framför de tio innersta logerna fanns tre rader med sittplatser som gav plats åt ytterligare 72 åskådare. På andra raden bestod sätena, förutom de 28 platserna i prosceniumlogerna, endast av rader med 316 sittplatser i brant stigning upp till bakersta raden. Även de 70 ståplatserna fanns på andra raden.
Salongen var inredd i nyrokokostil i övervägande vitt och guld. De bakre väggytorna var målade i bronstoner och ridå och gardiner och stolsklädseln var tillverkade i blå sammet.

### Scenbyggnad och sidobyggnader
Scenen och de anslutande sidoutrymmena var tillgängliga via en ramp på byggnadens baksida och de båda trapphusen längst bak i sidobyggnaderna. Sidobyggnaderna inrymde loger för skådespelarna i de båda undre våningarna. Omklädningsrummen för kören och statisterna låg i källaren. På tredje våningen låg administrationen och på fjärde låg kostym- och rekvisitaförråden. Rummet bakom scenen var gemensamt för de två undre våningsplanen och fungerade som lager för kulisser, över det på tredje våningen möbellagret och på fjärde våningen låg scenverkstaden.
Scenen var 20,00 meter bred och 18,33 meter djup, tillräckligt för sex kulisser. Tågvinden låg 18,00 meter över scenen, scenkällaren låg 5,00 meter under scenen. Den 9,80 breda scenöppningen slöts av en tvådelad vägg som drogs isär från mitten åt sidan, i motsats till en ridå som lyfts.

### Konstruktion och fasad
Konstruktionen var till större del uppbyggd i tegelmurverk och järn, då man ville undvika att använda brännbara material, särskilt trä, för att öka brandsäkerheten. Endast scengolvet var tillverkat i trä. Samtliga trappor var också i sten och tak och kupol var täckta med järnplåt. De platta taken över sidoutrymmena till salongen var uppbyggda av träelement. Belysningen var elektrisk. 
Lessingteatern var putsad och endast ytterfasadens dekorationer var utförda i sandsten. För utformningen av fasaden använde arkitekterna von der Hude och Hennicke nyrenässansformer, medan inredningen använde de mer varierade formerna från senrenässansen och salongen var utförd i den brukliga nyrokokon. Kombinationen av olika stilar var typisk för historicismens arkitektur.

## Platsen efter andra världskriget
Teatern förstördes i ett bombanfall 1945. Platsen låg efter andra världskriget i den sovjetiska ockupationssektorn, men direkt vid gränsen mot den brittiska sektorn som Tiergarten tillhörde. Från 1949 var detta officiell gräns mellan Västberlin och Östberlin och när Berlinmuren började uppföras 1961 blev denna tomt mellan Spree och stadsbanan del av ingenmanslandet. Området rensades på ruinrester för att ge fritt skottfält för gränsvakterna. Den 18 februari 1968 dödades ett par som försökte fly över muren vid denna plats av de östtyska gränstrupperna.
Efter Berlinmurens fall kom flodstranden så småningom att inkluderas i byggplanerna för de nya regeringskvarteren i området kring Riksdagen, och bron framför teatern, Kronprinzenbrücke, återuppfördes efter ritningar av Santiago Calatrava. Från 2005 och framåt användes platsen av en restaurang, Bundespressestrand. Platsen ockuperades under en kortare tid av Occupy Berlin. Från och med 2011 började man här uppföra den nya huvudbyggnaden för Tysklands utbildnings- och forskningsministerium.

## Teaterdirektörer
- Oscar Blumenthal (1888–1897)
- Otto Neumann-Hofer (1897–1904)
- Otto Brahm (1904–1912)
- Victor Barnowsky (1913–1924)
- Alfred Rotter, Fritz Rotter (1924–1925)
- Arthur Hellmer (1925–1926)
- Heinz Saltenburg (1926–1929)
- Kollektivt ledarskap (1929–1930)
- Heinz Saltenburg (1930–1931)
- Robert Klein (1931–1932)
- Alfred Rotter, Fritz Rotter (1932–1933)
- Richard Handwerk (1934–1939)
- Hansheinrich Dransmann (1939–1943)
- Paul Rose (från 1943 sammanslagning med Rose-Theater)

## Uruppföranden i urval
Bland andra följande pjäser fick sitt uruppförande på Lessingtheater:
- Gerhart Hauptmann: Före soluppgången (20 oktober 1889)
- Hermann Sudermann: Ära (27 november 1889)
- Hermann Sudermann: Sodoms undergång (5 november 1890)
- Hermann Sudermann: Hemmet (7 januari 1893)
- Henrik Ibsen: Bygmester Solness (19 januari 1893)
- August Strindberg: Leka med elden (december 1893)
- Hermann Sudermann: Die Schmetterlingsschlacht (6 oktober 1894)
- Hermann Sudermann: Johannes (5 oktober 1900)
- Hermann Sudermann: Der Sturmgeselle Sokrates (3 oktober 1903)
- Arno Holz och Oskar Jerschke: Traumulus (24 september 1904)
- Hermann Sudermann: Stein unter Steinen (7 oktober 1905)
- Gerhart Hauptmann: Und Pippa tanzt! (19 januari 1906)
- Hermann Sudermann: Das Blumenboot (6 oktober 1906)
- Arthur Schnitzler: Anatol (3 december 1910 – samtidigt på Wiener Volkstheater)
- Gerhart Hauptmann: Råttorna (13 januari 1911)
- Leo Birinski: Narrentanz (28 september 1912)
- Franz Werfel: Die Troerinnen des Euripides (22 april 1916)
- Carl Zuckmayer: Schinderhannes (13 oktober 1927)
- Carl Zuckmayer: Katharina Knie (21 december 1928)
- Friedrich Wolf: Cyankali (6 september 1929)